# Leo Vanés
Leo Vanés (Olavarría, Buenos Aires, 1929-Olavarría; 10 de septiembre de 1997) fue un periodista y crítico de espectáculos, asesor de publicidad, conductor y locutor argentino.

## Trayectoria
Leo Vanés fue un periodista pionero en las críticas del espectáculo argentino junto con Mendy, Lucho Avilés, Susana Fontana y otros.
Tuvo un papel imprescindible en el Club del Clan ya que fue responsable del engendramiento de los modales, de los gestos y de los atuendos ostentados por el grupo musical. Junto al productor discográfico ecuatoriano Ricardo Mejía, a través de la RCA Víctor y del Canal 11, del Canal 13 y de la editorial Korn después, engendraron sus mitos detalle por detalle. Desde las grabaciones de sus discos iniciales y la promoción periodística hasta la organización de sus presentaciones en bailes y en ciclos de televisión. Enseñaron a Johny Tedesco, a Raúl Lavié y a Jolly Land como debían sonreír o mirar lánguidos, qué noviazgos debían inventarse y qué palabras pronunciar. Durante la Cantina de la guardia nueva, fue el responsable de insistirle al cantante Ramón Bautista Ortega utilizar el apelativo "Palito" para promocionarse y le enseñó sobre la necesidad de sonreírle al público durante sus giras.
Durante las décadas de 1960 y 1970 se dedicó de lleno al género teatral de la revista porteña. En 1974 produjo una lujosa revista musical en el Teatro Popea titulada "Los Vecinos de Corrientes", como continuación después del suceso de "Verdisimo".
presentando como primera vedette a un travesti, el actor transformista argentino Jorge Pérez Evelyn acompañado de figuras como Jovita Luna, Dolores de Cicco, Pablo Palitos y otros.
En la cabina de prensa de Radio El Mundo, reemplazó al comediante Osvaldo Pacheco. Durante muchos años, condujo un ciclo en Radio Municipal, donde presentó al oyente las últimas y más importantes noticias del mundo del espectáculo.
En 1987 condujo un programa en Radio Rivadavia donde presentó canciones norteamericanas antológicas.
En 1990 estrenó un audiovisual titulado Viva la revista, con imágenes de las vedettes Nélida Roca, Nélida Lobato, Ethel Rojo y Gogó Rojo, Susana Brunetti y Zulma Faiad, entre otras. Sobre ellas, Vanés había acuñado una frase con la que pretendía definir no solo a una generación de vedettes o a algún tipo de espectáculo en particular, sino a toda una época de Buenos Aires. 
Vanés era miembro de la Asociación de Periodistas de Televisión y Radiofonía Argentina (APTRA).
Trabajó hasta su muerte en Crónica TV y dirigía la columna de chismes Leo Vanés en la noche, en el suplemento de espectáculos Ahora, del diario Crónica.

## Últimos años y fallecimiento
En mayo sufrió un accidente cerebrovascular por el que fue internado en el Hospital Fernández. Allí estuvo hasta el 15 de julio, pero por pedido de sus familiares fue trasladado a un centro de rehabilitación de Olavarría, para recuperarse de una hemiplejia. Falleció el 10 de septiembre de 1997 a raíz de un paro cardíaco a los 68 años.

## Televisión
- 1970: Radiolandia en TV, junto a Lucho Avilés, Susana Fontana, Juan Alberto Mateyko, Jorge Jacobson y Tito Jacobson, por Teleonce.
- 1972: Radio, Cine y Teatro en TV, con Juan Alberto Badía, Jorge Jacobson y Olga O'Farrell.
- 1994: Crónica TV
- 1994/1995: Crónica del domingo.